# Азикеево (Мечетлинский район)
Азике́ево (баш. Әжекәй) — деревня в Мечетлинском районе Башкортостана, входит в состав Большеустьикинского сельсовета.

## Географическое положение
Расстояние до:
- районного центра (Большеустьикинское): 10 км,
- центра сельсовета (Большеустьикинское): 10 км,
- ближайшей ж/д станции (Красноуфимск): 99 км.

## Происхождение названия
баш. Әжекәй — по антропониму баш. Әжекәй (Словарь топонимов Башкирской АССР. — Уфа: Башкирское книжное издательство, 1980. — 200 с. С. 176)

## История
До 2008 года — административный центр Азикеевского сельсовета.

## Население
| 1939 | 1959 | 1970 | 1979 | 1989 | 2002 | 2009 |
| ---- | ---- | ---- | ---- | ---- | ---- | ---- |
| 752  | ↗824 | ↗987 | ↘827 | ↘719 | ↗750 | ↘730 |
| 2010 |      |      |      |      |      |      |
| ↘684 |      |      |      |      |      |      |

Национальный состав
Согласно переписи 2002 года, преобладающие национальности —  башкиры (62 %), татары (35 %).

## Религия
В деревне есть мечеть.